# FAI (obrněné vozidlo)
Roku 1929 koupil Sovětský svaz v USA licence na výrobu osobního automobilu Ford AA a nákladního automobilu Ford AAA. Tyto automobily byly vyráběny v továrně v Gorkém jako GAZ AA a GAZ AAA. Rudá armáda si objednala výrobu obrněných automobilů na podvozcích těchto vynikajících vozidel. Bylo vyrobeno několik kusů modelů D-8 a D-12, které se dostaly do výzbroje. Jejich parametry však nebyly na požadované úrovni, a tak byly objednány konstrukční práce na novém modelu. V roce 1931 byly v továrně v Ižorsku vyrobeny dva prototypy stroje, nazvaného Ford A. Ižorsk (FAI). Tento obrněný automobil byl schválen do výroby, jeho sériová produkce začala roku 1933. Do roku 1936 bylo vyrobeno 676 kusů.

## Verze
- FAI – základní model.
- FAI-ŽD – verze upravená na jízdu po kolejích.
- FAI-M – zmodernizovaná verze, série byla roku 1938 vyrobena na podvozcích vozidel GAZ-M1.

## Bojové užití
Obrněná vozidla byla užita ve Španělské občanské válce, poté v konfliktech s Japonci na Dálném východě, v Zimní válce, v útoku na Polsko roku 1939 a v počáteční fázi Velké vlastenecké války.